# Louis de La Rochejaquelein
Louis du Vergier de La Rochejaquelein (Saint-Aubin-de-Baubigné, 30 de noviembre de 1777-Saint-Hilaire-de-Riez, 5 de junio de 1815) fue un general del Ejército Católico y Real de la Vandea.

## Orígenes
Hermano de Henri (1772-1794) y Auguste de La Rochejaquelein (1784-1868). Muy joven se exilió con su padre en el Sacro Imperio Romano Germánico, enrolándose en el regimiento de Latour. Tras la muerte de su hermano mayor, Henri, se volvió comte, «conde», de La Rochejaquelein. Posteriormente viajaría a Gran Bretaña, sirviendo en su ejército durante la Revolución haitiana hasta retornar a Francia en 1801. Un año después, su padre, Henri Louis Auguste du Vergier (1749-1802), murió y se convirtió en marqués (marquis) de La Rochejaquelein. 

## Retorno a Francia
Napoleón Bonaparte (1769-1821) intento vanamente ganarse su apoyo ofreciéndole honores y tierras, pero La Rochejaquelein se negó repetidamente, dejando clara su lealtad a los Borbones, retirándose al castillo de Poitou, aunque con frecuencia viajaba al castillo de Citran, cerca de Burdeos. Durante el gobierno napoleónico, sabiendo que podía llamar a las armas a cuarenta mil realistas de Guyena y la Vandea, estuvo dos veces a punto de provocar una rebelión, pero la falta de apoyos internacionales le hizo desistir. 

## Restauración
Tendría que esperar hasta marzo de 1813, cuando formó un nuevo partido realista en Burdeos con ayuda de Loius-Antoine de France (1775-1844), colaborando en la entrada del ejército aliado a San Juan de Luz. En agradecimientos recibió honores y el nombramiento por Luis XVIII (1755-1824) de comandante de su guardia, los Granaderos Reales, con todos los beneficios que implica. 

## La Vendée de 1815
Sin embargo, durante los Cien Días debió exiliarse en Gante, procurando que otros monárquicos se refugiaran ahí. Luego volvió a Gran Bretaña para conseguir armas, municiones y emprestamos para los vandeanos, que se habían alzado contra el retorno de Bonaparte. Desembarco el 16 de mayo de 1815 en Saint-Hilaire-de-Riez, sublevando algunos locales. En pocos días cosechó algunos éxitos, aunque nunca sin apartarse del apoyo vital venido del mar. En Paullau sería reconocido como comandante de los rebeldes por Charles Sapinaud de La Rairie (1760-1829), Pierre Constant de Suzannet (1772-1815) y Charles Marie de Beaumont d'Autichamp (1770-1859). Sin embargo, en Aizenay sus tropas fueron sorprendidas de noche por las divisiones del general Jean-Pierre Travot (1767-1836), siendo dispersadas. Con apoyo de Autichamp y su hermano Auguste consigue reorganizar sus fuerzas rápidamente. 
Napoleón no tardo en reaccionar, envió a doce mil soldados al mando del general Jean Maximilien Lamarque (1770-1832) a someter la región. El marqués, a diferencia de otros jefes rebeldes, se negó a aceptar las promesas de amnistía y en Croix-de-Vie el 1 de junio reunió su ejército. Al día siguiente, Lamarque llegó y la mayoría de las tropas vandeanas se dispersaron, abandonando a su general, quien siguió sin someterse. La Rochejaquelein se guiaba por el ejemplo de su propio hermano mayor, de Charles de Bonchamps (1760-1793) o Louis-Marie de Lescures (1766-1793). No estaba dispuesto a someterse y pudo demostrarlo con la llegada de quince mil rifles, doce cañones y gran cantidad de pólvora a Saint-Gilles de parte de los británicos. Así, el 3 de junio, pudo reunirse con su hermano menor y avanzar sobre Saint-Jean-de-Monts.

## Muerte

Escudo de la familia de La Rochejaquelein.

En esa población se enteró de que una poderosa columna imperial, comandada por el general Étienne Esteve (1771-1844), se acercaba a su posición. Inmediatamente La Rochejaquelein salió a su encuentro, ubicando sus posiciones defensivas en la granja Mattes. Cuando Esteve llegó, lanzó a sus tropas al ataque, siendo rechazados por el fuego de los defensores, lo que es aprovechado por el marqués para contraatacar. Sin embargo, La Rochejaquelein recibió un balazo en el pecho, cayendo muerto instantáneamente, y su hermano Auguste fue herido. Tras esto, los realistas rompieron filas. 
El marqués fue enterrado al día siguiente en el cercano poblado de Perrier, pero el 8 de febrero de 1816 sus restos serían exhumados y transportados a la iglesia de Saint-Aubin-de-Baubigné. Toda la población de la comarca salió a despedirlo en un último homenaje. Recordado como un hombre valiente, leal, comunicativo, afable, cariñoso y buenos modales. Louis de La Rochejaquelein dejó como viuda a su prima, Victoire de Donnisan (1772-1857), con quien se casó en 1802, y tuvieron ocho hijos (seis féminas y dos varones).